# 莫妮卡·德真纳罗
莫妮卡·德真纳罗（義大利語：Monica De Gennaro，1987年1月8日—），意大利女子排球運動員，司職自由球員。現效力於意超豪門科內利亞諾女排俱樂部。
她是意大利國家女子排球隊的隊員之一。她代表意大利出戰2018年世界女子排球錦標賽奪得銀牌。
2021年9月4日，她代表意大利夺得2021年欧洲女子排球锦标赛冠军，並個人獲得最佳自由人。
2024年8月11日，她代表意大利夺得2024年奥运会女子排球比赛冠军，並個人獲得最佳自由人。
2019年，代表科内利亚诺女排俱乐部夺得2019年世界女排俱乐部锦标赛冠军。2021年，再次代表科内利亚诺女排俱乐部夺得2021年欧洲女子排球冠军联賽冠军。
2025年3月17日，她代表科内利亚诺女排俱乐部赢得意甲四分之一决赛，成为意甲历史上出战次数最多的球员（631场，含联赛、意大利杯和意大利超级杯），超过意大利排坛传奇弗兰切斯卡·皮奇尼尼（630场）。

## 獎項

### 个人荣誉
- 2006-07年意大利女子甲組排球聯賽：最佳接球手
- 2006-07年意大利女子甲組排球聯賽：20歲以下最佳球員
- 2007-08欧洲女子排球挑戰杯：最佳接球手
- 2013年瑞士女排精英賽：最佳接球手
- 2014年世界女子排球錦標賽：最佳自由球員
- 2016-17年意大利杯：MVP
- 2017年欧洲女子排球冠军聯賽：最佳自由球員
- 2017年世界女排大奖赛：最佳自由球員
- 2018年世界女子排球錦標賽：最佳自由球員
- 2018-19年意大利女子甲組排球聯賽：MVP
- 2021年欧洲女子排球冠军联賽：最佳自由球員
- 2021年欧洲女子排球錦標賽：最佳自由球員
- 2021年世界女排俱乐部锦标赛：最佳自由球員
- 2022年女子排球國家聯賽：最佳自由球員
- 2022年世界女排俱乐部锦标赛：最佳自由球員
- 2024年欧洲女子排球冠军联賽：最佳自由球員
- 2024年夏季奥林匹克运动会女子排球比赛：最佳自由球員
- 2025年欧洲女子排球冠军联賽：最佳自由球員
- 2025年女子排球國家聯賽：最佳自由球員
- 2025年女子排球國家聯賽：MVP

### 國家隊
- 2006年世界女排大獎賽： - 季軍
- 2011年世界盃女子排球賽： - 冠軍
- 2013年地中海運動會女排賽： - 冠軍
- 2017年世界女排大獎賽： - 亞軍
- 2018年瑞士女排精英賽： - 冠軍
- 2018年世界女子排球錦標賽： - 亞軍
- 2019年歐洲女子排球錦標賽： - 季軍
- 2021年歐洲女子排球錦標賽： - 冠軍
- 2022年女子排球國家聯賽： - 冠軍
- 2022年世界女子排球錦標賽： - 季軍
- 2024年女子排球國家聯賽： - 冠軍
- 2024年夏季奥林匹克运动会女子排球比赛： - 冠軍
- 2025年女子排球國家聯賽： - 冠軍

### 俱乐部
- 2010年意大利超級杯： - 冠军（效力于佩薩羅女排俱樂部）
- 2016、2018、2019、2020年、2021、2022、2023、2024意大利超級杯： - 冠军（效力于科內利亞諾女排俱樂部）
- 2016、2018、2019、2021、2022年、2023、2024、2025義大利女子甲組排球联赛： - 冠军（效力于科內利亞諾女排俱樂部）
- 2017、2020、2021、2022、2023、2024、2025年意大利杯： - 冠军（效力于科內利亞諾女排俱樂部）
- 2019年世界女排俱乐部锦标赛、2022年世界女排俱乐部锦标赛、2024年世界女排俱乐部锦标赛： - 冠军（效力于科內利亞諾女排俱樂部）
- 2021年欧洲女子排球冠军联賽、2024年欧洲女子排球冠军联賽、2025年欧洲女子排球冠军联賽： - 冠军（效力于科內利亞諾女排俱樂部）